# 格瓦拉主义革命军

格瓦拉主义革命军旗帜

格瓦拉主义革命军（西班牙語：Ejército Revolucionario Guevarista，缩写为ERG）是哥伦比亚历史上的一个革命游击队组织，得名于古巴革命领导人切·格瓦拉。该组织成立于1992年，前身是民族解放军在1984年建立的一个分支。该组织奉行马克思列宁主义、格瓦拉主义、反帝国主义。1993年—2008年，该组织参与哥伦比亚内战，在乔科省、考卡河谷省北部、里萨拉尔达省、卡尔达斯省、托利马省和安蒂奥基亚省西北部活动。2000年，该组织有超过250名成员。2008年8月21日，该组织与哥伦比亚政府达成协议，交出武器并停止活动。